# Sematophyllum roridum
Sematophyllum roridum là một loài rêu trong họ Sematophyllaceae. Loài này được Mitt. mô tả khoa học đầu tiên năm 1869.